# Виґода (Зволенський повіт)
Виґода (пол. Wygoda) — село в Польщі, у гміні Полічна Зволенського повіту Мазовецького воєводства.
Населення — 230 осіб (2011).
У 1975-1998 роках село належало до Радомського воєводства.

## Демографія
Демографічна структура станом на 31 березня 2011 року:
|          | Загалом | Допрацездатний вік | Працездатний вік | Постпрацездатний вік |
| -------- | ------- | ------------------ | ---------------- | -------------------- |
| Чоловіки | 116     | 28                 | 79               | 9                    |
| Жінки    | 114     | 25                 | 61               | 28                   |
| Разом    | 230     | 53                 | 140              | 37                   |